# تسارایتسو
تسارایتسو (به لاتین: Tsaraitso) یک منطقهٔ مسکونی در ماداگاسکار است که در بتروکا واقع شده‌است. تسارایتسو ۴٬۰۰۰ نفر جمعیت دارد و ۱٬۴۷۷ متر بالاتر از سطح دریا واقع شده‌است.